# The Future Fire

Logo-ul revistei

The Future Fire (ISSN: 1746-1839) este o revistă online de science-fiction condusă de o echipă de editori britanici și americani care a fost lansată în ianuarie 2005. În revistă au publicat scriitori ca Neil Ayres, Terry Grimwood, Steven Pirie, Brett Alexander Savory, Richard Thieme și Lynda Williams.